# 山上和美
山上 和美（やまがみ かずみ、7月1日 - ）は、フリーアナウンサー。

## 経歴
三重県松阪市出身。NHK宇都宮放送局の契約アナウンサーや三重エフエム放送のアナウンサーを歴任したあとフリーに。多彩な趣味・特技を持ちいろいろなことにチャレンジしている女性である。

## 現在出演の番組
- ワクドキ!元気（三重テレビ）